# Knoppix
Knoppix, Eigenschreibweise in Großbuchstaben KNOPPIX, ist eine freie GNU/Linux-Distribution, deren Hauptanwendungsbereich im Live-Betrieb liegt. Sie wird von Klaus Knopper entwickelt, von dessen Namen sich die Benennung ableitet. Knoppix basiert auf der Distribution Debian; die Auswahl an Software wird aus Debians Entwicklungszyklen stable, testing und unstable zusammengestellt.
Knoppix liegt gelegentlich Computerzeitschriften bei und wurde vom deutschen Bundesamt für Sicherheit in der Informationstechnik unterstützt und verteilt.

## Geschichte
Knoppix war die erste Live-CD-Distribution, die eine große Popularität erlangte.
In der Version 5.2, die auf der Cebit 2007 vorgestellt wurde, sind erstmals der 3D-Fenstermanager Beryl sowie verschiedene Virtualisierungslösungen integriert.
Die auf der CeBIT 2008 vorgestellte Version 5.3 enthält erstmals Adriane Audio Desktop,- ein Sprachausgabe-unterstütztes Desktop-System, das sich vor allem an blinde Anwender richtet.
Version 6.0 wurde komplett neu geschrieben. Sie bekam ein neues Bootsystem und ist um einiges ressourcensparender.
Auch die Softwareauswahl hat sich geändert. So kommt anstelle von KDE jetzt LXDE als voreingestellte Desktop-Umgebung zum Einsatz. Im August 2011 ist Knoppix 6.7 erschienen, die auf Debian 6.0.0 alias Squeeze basiert und die größte Aktualisierung des Paketbestands seit zwei Jahren darstellt.
Den Sprung zur Version 7.x im Jahr 2012 begründete Klaus Knopper u. a. mit einer kompletten Umstellung des Boot-Systems und der Umstellung des Systems vom reinen 8-Bit-ISO-Encoding auf UTF-8.
Ab Version 7.01 kam als weitere Neuheit die „zram-RAM-Kompression“ hinzu.
Auf der DELUG-DVD des Linux-Magazins 04/2016 wurde Version 7.7 veröffentlicht, die eine Sicherheitslücke in der GNU C Library („Glibc“) behob und den verwendeten Linux-Kernel auf Version 4.4 aktualisierte.

## Grundprinzip von Knoppix
Das Grundprinzip eines Live-Systems ist zunächst der gänzliche Verzicht auf eine Installation; die benötigten Komponenten des Systems werden stattdessen in den Arbeitsspeicher geladen. So kann neben der gängigen Nutzung beispielsweise schon vorab getestet werden, ob die vorhandene Hardware zu der jeweiligen Linux-Kernel-Version kompatibel ist. Andere spezielle Anwendungsgebiete sind Notfall- sowie Diagnosearbeiten am Computer,- etwa im Falle einer Virusinfektion oder eines Hardwaredefekts. Auch generelle Sicherheitsaspekte können eine Rolle spielen, da ein Betriebssystem, welches von einem nicht-beschreibbaren Medium aus gestartet wird, höchstens für die Dauer einer Sitzung kompromittiert werden kann (beim nächsten Start also wieder in den Ursprung zurückversetzt ist).
Knoppix führt eine ausführliche Hardware-Erkennung durch, die auch Braille-Geräte mit einschließt. Ein eventuell auf der Festplatte installiertes Betriebssystem bleibt standardmäßig unangetastet, Knoppix kann jedoch auch konventionell installiert werden. Auch ist es möglich, im Live-Betrieb eine Swap-Partition auf einem beschreibbaren Datenträger festzulegen. Wenn genügend Arbeitsspeicher vorhanden ist, kann das System auch komplett darin zwischengelagert werden, was besonders schnelle Reaktionszeiten ermöglicht. Ferner lässt sich Knoppix auch komplett auf einen USB-Stick kopieren, sodass dieser anstelle der CD zum Einsatz kommt. Das ab Version 3.8 unterstützte Overlay-Dateisystem UnionFS wurde mit Version 5.1.0 wegen Problemen durch das Derivat „aufs“ (Another UnionFS) ersetzt. Damit können die schreibgeschützten Inhalte der CD mit dem laufenden System gemischt und somit verändert oder ergänzt werden. So ist beispielsweise die Installation zusätzlicher Software auf dem Live-System möglich.

## Bestandteile
Bestandteile sind unter anderem:
- Debian-Distribution
- Linux-Kernel (aktuelle, stabile Version zum Zeitpunkt der Veröffentlichung)
- LXDE (Desktop-Umgebung)
- Compiz (Fenstermanager)
- Mozilla Firefox
- Gnome MPlayer (Audio-Player)
- GIMP (Bildbearbeitungsprogramm)
- LibreOffice (Office-Paket) (seit Knoppix 6.4)
- Tor (Netzwerk)

Im Installationspaket sind außerdem über 200 weitere Programme verfügbar.

## Versionen
Knoppix-Versionen, die jährlich zur Cebit oder (nach 2018) anlässlich vergleichbarer Veranstaltungen erscheinen, werden in der Regel nur als Heft-DVD veröffentlicht und sind im Gegensatz zu den anderen Versionen nicht als Download verfügbar. Sie sind dann als „Exklusiv-Editionen“ in der entsprechenden (DELUG-)DVD-Ausgabe des Linux-Magazins und der DVD-Ausgabe der Schwesterzeitschrift LinuxUser enthalten.
Neben den knapp 4,7 GB großen DVD-Versionen ist Knoppix auch als minimale (ca. 700 MB große) CD-Version verfügbar. Diese enthält hauptsächlich Software zur Datenrettung sowie einen Webbrowser. Die Versionen 7.2 bis 9.0 waren ausschließlich als DVD-Version erhältlich. Mit Version 9.1 gibt es wieder ein CD ISO-Image auf den Knoppix-Mirrors zum Download.
Bereits seit Version 9.0 ist es zudem möglich, ein CD-Abbild aus einer laufenden DVD-Version heraus zu erzeugen und bootfähig auf einen USB-Stick oder CD-Rohling zu übertragen.
Zusätzlich enthalten die DVD-Versionen immer ein ca. 15 MB großes bootonly-ISO-Abbild für Computer, die nur von CD starten können.
| Version | Datum              | CD              | DVD             |
| ------- | ------------------ | --------------- | --------------- |
| 2.1     | 14. März 2002      | verfügbar       | nicht verfügbar |
| 2.2     | 27. Juli 2002      | verfügbar       | nicht verfügbar |
| 3.1     | 19. Januar 2003    | verfügbar       | nicht verfügbar |
| 3.2     | 26. Juli 2003      | verfügbar       | nicht verfügbar |
| 3.3     | 16. Februar 2004   | verfügbar       | nicht verfügbar |
| 3.4     | 17. Mai 2004       | verfügbar       | nicht verfügbar |
| 3.5     | 20. Juni 2004      | nicht verfügbar | verfügbar       |
| 3.6     | 16. August 2004    | verfügbar       | nicht verfügbar |
| 3.7     | 8. Dezember 2004   | verfügbar       | nicht verfügbar |
| 3.8     | zur Cebit 2005     | verfügbar       | nicht verfügbar |
| 3.8.1   | 12. April 2005     | verfügbar       | nicht verfügbar |
| 3.8.2   | 17. Mai 2005       | verfügbar       | nicht verfügbar |
| 3.9     | 1. Juni 2005       | verfügbar       | nicht verfügbar |
| 4.0     | 22. Juni 2005      | nicht verfügbar | verfügbar       |
| 4.0.1   | 28. August 2005    | nicht verfügbar | verfügbar       |
| 4.0.2   | 24. September 2005 | verfügbar       | verfügbar       |
| 5.0 (*) | zur Cebit 2006     | nicht verfügbar | verfügbar       |
| 5.0.1   | 2. Juni 2006       | verfügbar       | verfügbar       |
| 5.1.0   | 30. Dezember 2006  | verfügbar       | verfügbar       |
| 5.1.1   | 4. Januar 2007     | verfügbar       | verfügbar       |
| 5.2 (*) | zur Cebit 2007     | nicht verfügbar | verfügbar       |
| 5.3 (*) | zur Cebit 2008     | nicht verfügbar | verfügbar       |
| 5.3.1   | 27. März 2008      | nicht verfügbar | verfügbar       |

| Version | Datum              | CD              | DVD             |
| ------- | ------------------ | --------------- | --------------- |
| 6.0     | 28. Januar 2009    | verfügbar       | nicht verfügbar |
| 6.0.1   | 10. Februar 2009   | verfügbar       | nicht verfügbar |
| 6.1 (*) | zur Cebit 2009     | nicht verfügbar | verfügbar       |
| 6.2     | 18. November 2009  | verfügbar       | verfügbar       |
| 6.2.1   | 31. Januar 2010    | verfügbar       | verfügbar       |
| 6.3 (*) | zur Cebit 2010     | nicht verfügbar | verfügbar       |
| 6.4.3   | 20. Dezember 2010  | verfügbar       | verfügbar       |
| 6.4.4   | 1. Februar 2011    | verfügbar       | verfügbar       |
| 6.5 (*) | zur Cebit 2011     | nicht verfügbar | verfügbar       |
| 6.7     | 2. August 2011     | verfügbar       | verfügbar       |
| 6.7.1   | 14. September 2011 | verfügbar       | verfügbar       |
| 7.0 (*) | zur Cebit 2012     | nicht verfügbar | verfügbar       |
| 7.0.1   | 24. Mai 2012       | nicht verfügbar | verfügbar       |
| 7.0.2   | 31. Mai 2012       | nicht verfügbar | verfügbar       |
| 7.0.3   | 1. Juli 2012       | verfügbar       | verfügbar       |
| 7.0.4   | 20. August 2012    | verfügbar       | verfügbar       |
| 7.0.5   | 21. Dezember 2012  | verfügbar       | verfügbar       |
| 7.1 (*) | zur Cebit 2013     | nicht verfügbar | verfügbar       |
| 7.2     | 24. Juni 2013      | verfügbar       | verfügbar       |
| 7.3 (*) | zur Cebit 2014     | nicht verfügbar | verfügbar       |
| 7.4     | 7. August 2014     | nicht verfügbar | verfügbar       |
| 7.4.1   | 15. September 2014 | nicht verfügbar | verfügbar       |
| 7.4.2   | 28. September 2014 | nicht verfügbar | verfügbar       |

| Version    | Datum             | CD              | DVD       |
| ---------- | ----------------- | --------------- | --------- |
| 7.5 (*)    | zur Cebit 2015    | nicht verfügbar | verfügbar |
| 7.6 (**)   | 21. November 2015 | nicht verfügbar | verfügbar |
| 7.6.1      | 16. Januar 2016   | nicht verfügbar | verfügbar |
| 7.7 (*)    | zur Cebit 2016    | nicht verfügbar | verfügbar |
| 7.7.1      | 26. Oktober 2016  | nicht verfügbar | verfügbar |
| 8.0 (*)    | zur Cebit 2017    | nicht verfügbar | verfügbar |
| 8.1.0 (**) | 5. September 2017 | nicht verfügbar | verfügbar |
| 8.2        | 15. Mai 2018      | nicht verfügbar | verfügbar |
| 8.3 (*)    | 7. Juni 2018      | nicht verfügbar | verfügbar |
| 8.5.0 (*)  | 14. März 2019     | nicht verfügbar | verfügbar |
| 8.6        | 8. August 2019    | nicht verfügbar | verfügbar |
| 8.6.1      | 14. Oktober 2019  | nicht verfügbar | verfügbar |
| 9.0 (*)    | 5. März 2020      | verfügbar       | verfügbar |
| 9.1        | 25. Januar 2021   | verfügbar       | verfügbar |
| 9.2 (*)    | 4. März 2021      | verfügbar       | verfügbar |
| 9.3 (*)    | 5. Mai 2022       | verfügbar       | verfügbar |

* Nicht als Download verfügbar
** auch als LPD-Edition verfügbar

## Derivate
Knoppix bietet sich durch seine gute Hardware-Erkennung und den in neueren Versionen modularen Aufbau zum Erzeugen weiterer Derivate und Distributionen an. Knoppix-Derivate sind in der Regel Live-CDs:
- Berry Linux – eine japanische Distribution, die Knoppix mit Fedora kombiniert
- Damn Small Linux – nur 50 MB groß, bootfähig von CD, USB, HDD, …; auch embedded zu erhalten
- Dreamlinux – vereinte Fähigkeiten von Knoppix, Morphix, Kanotix für LiveCD- und Multimediaproduktion – mittlerweile eingestellt
- Grml – basierte ursprünglich auf Knoppix; enthält eine ausgewählte Sammlung an GNU/Linux-Software für Systemadministratoren und Freunde der Kommandozeile
- Kanotix – enthält Knoppix-Technik, basierte zunächst aber rein auf Debian Sid, seit 2007 auf Debian stable und verbessert dadurch vor allem die Festplatteninstallation und die automatische Programm-Aktualisierung („dist-upgrade“). Neben der 32-Bit-Variante gibt es eine 64-Bit-Variante; damit kann man auch mehr als 4 GB Speicher verwenden
- Desinfec’t (ehemals Knoppicillin) – findet sich regelmäßig auf der Heft-CD bzw. -DVD der c’t, wurde um die Virenscan-Funktionen ergänzt und auf Textmodus reduziert. Seit Anfang 2010 basiert es allerdings nicht mehr auf Knoppix.
- LAMPPIX – um auf der CD gespeicherte Webseiten zu betrachten
- Morphix – erste modulare Knoppix-basierte Distribution zum Erzeugen von Live-CDs
- Oralux – für Sehbehinderte
- TYPO3-Live – vollständig lauffähiges CMS TYPO3
- kademar – Live-CD mit KDE als Desktopumgebung mit eigenem Konfigurationstool namens CADI
- LINBO – PXE-Bootloader für paedML Linux